# Janet Joyce
Las escritoras estadounidenses Janet Bieber y Joyce Thies comenzaron su carrera conjunta como escritoras de novelas románticas bajo los seudónimos de Janet Joyce y Jenna Lee Joyce, escribiendo más de una quincena de novelas. Más tarde ambas iniciaron sus carreras en solitario.

### Como Janet Joyce

#### Novelas independientes
- Conquer memories,	1982/06
- Libertine Lady,	1983/02
- Man of the house,	1983/05
- Man of glory,	1983/10
- Controlling interest,	1984/01
- Fields of promise,	1984/02
- Permanent fixture,	1984/03
- Run to gold,	1984/05
- Rare breed,	1984/10
- Secrets of the heart,	1985/03
- Out of shadows,	1985/03
- Glorious destiny,	1985/08
- Out of this world,	1986/01 (En otro mundo, 1986/11)
- Courting trouble,	1986/10 (Un juicio decisivo, 1988/01)

#### Men Made in America Series Multi-Author
23. Winter Lady,	1983/02

### Como Jenna Lee Joyce

#### Novelas independientes
- Wintersfield,	1984/12 (Cosecha de invierno, 1988/04)
- Crossroads,	1985/05
- One on one,	1985/10 (Volcán de pasiones, 1989/02)
- A package deal,	1986/06 (Una pareja especial, 1991/02)
- Awake unto me,	1986/12 (Despierta a mi lado, 1989/07)